# スピードカー・シリーズ
スピードカー・シリーズ（英語: Speedcar Series）は、2008年に発足し2009年までの2シーズン開催されていたモータースポーツのカテゴリー。

## 概要
中東〜アジア地域で開催された。基本的にはストックカーによるワンメイクレースで、「元F1ドライバーらによる激しいバトル」を売りにしているという点で、かつて行われていたグランプリマスターズに近いシリーズコンセプトを持つ。ただし第二シーズンはF1ドライバー未経験のレーサーも多く参戦した。
レースは1イベント2レース制で、2レース目のスタート順は1レース目の上位10台が逆に並ぶリバースグリッドとなる。この種のレースとしては異例の高額賞金も売りで、賞金総額は300万ドル、シリーズチャンピオンには60万ドルが与えられる。
エンジンは排気量6リッターの自然吸気V型8気筒で、公称620馬力という高出力なものを使用する。ただ初年度は与えられた車によって性能のばらつきが大きかったようで、片山右京は「毎レーススロットル系のトラブルが出た」などと不満を述べている。
第一シーズンの2008シーズンは、全てGP2アジアシリーズとの併催で行われ、ジョニー・ハーバートが初代シリーズチャンピオンに輝いた。
第二シーズンの2008 - 2009シーズン以降は、GP2以外にF1との併催も予定されており、2008年の日本グランプリでもサポートレースとして開催される予定であったが、「技術的な問題」（主催者発表による）から日本グランプリでのレース開催は中止された。この2008 - 2009シーズンをもって終了した（ジャンニ・モルビデリが王者）。

## 主なドライバー
- アレックス・ユーン
- ヴィタントニオ・リウッツィ
- 片山右京
- クリスチャン・ダナー
- ステファン・ヨハンソン
- J.J.レート
- ジャック・ヴィルヌーヴ
- ジャン・アレジ
- ジャンニ・モルビデリ
- ジョニー・ハーバート
- ハインツ＝ハラルド・フレンツェン
- マティアス・ラウダ
- マルコ・メランドリ
- ナッサー・アル＝アティヤ

## 2008年のカレンダー
|   | 開催日        | 開催国           | サーキット                                   | 第1レース勝者        | 第2レース勝者        |
| - | ------------- | ---------------- | -------------------------------------------- | -------------------- | -------------------- |
| 1 | 2008年1月26日 | アラブ首長国連邦 | ドバイ・オートドローム                       | ジャンニ・モルビデリ | ジャンニ・モルビデリ |
| 2 | 2008年2月17日 | インドネシア     | セントゥール・インターナショナル・サーキット | ジャン・アレジ       | ウヴェ・アルツェン   |
| 3 | 2008年3月22日 | マレーシア       | セパン・インターナショナル・サーキット       | ジャン・アレジ       | ウヴェ・アルツェン   |
| 4 | 2008年4月5日  | バーレーン       | バーレーン・インターナショナル・サーキット   | ディビッド・テリアン | ジャンニ・モルビデリ |
| 5 | 2008年4月12日 | アラブ首長国連邦 | ドバイ・オートドローム                       | ジョニー・ハーバート | ジョニー・ハーバート |

## 2007-2008年ドライバーポイント
| 順位 | ドライバー           | 合計 | R1 | R2 | R3 | R4 | R5 | R6 | R7 | R8 |
| ---- | -------------------- | ---- | -- | -- | -- | -- | -- | -- | -- | -- |
| 1    | ジョニー・ハーバート | 45   | 6  | 2  | 8  | 5  | 4  | -  | 10 | 10 |
| 2    | ディビッド・テリアン | 45   | 5  | 5  | 1  | 8  | 10 | -  | 8  | 8  |
| 3    | ウヴェ・アルツェン   | 42   | 4  | 10 | 5  | 10 | -  | 8  | 5  | -  |
| 4    | ジャン・アレジ       | 40   | 10 | 8  | 10 | 6  | -  | 6  | -  | -  |
| 5    | ジャンニ・モルビデリ | 33   | -  | -  | -  | 4  | 8  | 10 | 6  | 5  |

## 2008-2009年のカレンダー
|    | 開催日        | 開催国           | サーキット                                 | 第1レース勝者              | 第2レース勝者              |
| -- | ------------- | ---------------- | ------------------------------------------ | -------------------------- | -------------------------- |
| 1  | 2008年12月6日 | アラブ首長国連邦 | ドバイ・オートドローム                     | ヴィタントニオ・リウッツィ | 豪雨のため中止             |
| 2  | 2009年1月24日 | バーレーン       | バーレーン・インターナショナル・サーキット | ジャン・アレジ             | ジョニー・ハーバート       |
| 3  | 2009年2月14日 | カタール         | ロサイル・インターナショナル・サーキット   | ジャンニ・モルビデリ       | ヴィタントニオ・リウッツィ |
| 4  | 2009年2月28日 | アラブ首長国連邦 | ドバイ・オートドローム                     | ジャン・アレジ             | ジャン・アレジ             |
| 5* | 2009年4月25日 | バーレーン       | バーレーン・インターナショナル・サーキット | ジョニー・ハーバート       | ヴィタントニオ・リウッツィ |

*F1のサポートレース。